# Acrocephalus sechellensis
Acrocephalus sechellensis là một loài chim hót sống trên năm hòn đảo của Seychelles. Chúng có bộ lông nâu-xanh sậm, chân dài, mỏ mãnh dài. Nó hay được bắt gặp trong rừng.
Một vài thập kỷ trước, Acrocephalus sechellensis đứng trên bờ vực tuyệt chủng, với chỉ 26 cá thể chim sót lại trên đảo Cousin năm 1968. Do nỗ lực gây giống và bảo tồn mà nay có hơn 2500 cá thể sống trên đảo Denis, đảo Frégate, đảo Cousine và đảo Aride và đảo Cousin.

## Phân loại
A. sechellensis có quan hệ rất gần với A. rodericanus và hai loài có khi được tách ra làm chi riêng, Bebrornis. Hai loài này được coi là gần gũi với các loài trong chi Nesillas. Tuy vậy, một nghiên cứu 1997 chỉ ra rằng chúng thuộc một nhánh miền châu Phi nhiệt đới của Acrocephalus.

## Mô tả
Đây là một loài chim nhỏ, dài chừng 13 đến 14 cm (5,1–5,5 in), sải cánh 17 cm (6,7 in). Nó có cẳng chân dài màu xám-xanh, mỏ màu sừng, mắt ánh đỏ. Con trưởng thành không thể hiện dị hình giới tính trên lông. Lưng, cánh, sườn và đầu phủ lông nâu xanh.